# Sunnyside (Washington)
Sunnyside è una città degli Stati Uniti, situata nella contea di Adams, nello Stato di Washington.

## Geografia fisica
Le coordinate geografiche della città sono 46°19′15″N 120°00′44″W (46.320798 -120.012232). Sunnyside ha una superficie di 15,4 km², coperti interamente da terra. Le città limitrofe sono:Grandview, Granger, Mabton, Prosser, Status, Toppenish e Zilla. Sunnyyside è situata a 227 m s.l.m.

## Società

### Evoluzione demografica
Secondo il censimento del 2000, Sunnyside contava 13.905 abitanti e 3.827 famiglie. La densità di popolazione era di 902,92 abitanti per chilometro quadrato. Le unità abitative erano 4.070, con una media di 264,28 per chilometro quadrato. La composizione razziale contava il 42,61% di bianchi, lo 0,40% di afroamericani, lo 0,63% di nativi americani, lo 0,69% di asiatici e il 52,58% di altre razze. Gli ispanici e i latini erano il 73.05% della popolazione residente.
Il 55,1% delle famiglie erano coppie sposate che vivono insieme.
Il 38,1% della popolazione aveva meno di 18 anni, l'11,7% aveva tra i 18 e i 24 anni, il 26,6% aveva tra i 25 e i 44 anni, il 14,0%aveva tra i 45 e i 64 anni e il 9,6% aveva più di 65 anni. L'età media della popolazione era di 25 anni. Per ogni 100 donne, c'erano 99,0 uomini. Il reddito mediano per una famiglia era di $27.583. Gli uomini avevano un reddito di $25.187, mentre le donne di $25.779. Circa il 29,1% delle famiglie e il 34,5% della popolazione era al di sotto della soglia di povertà.